# 草寺村
39°59′17″N 116°40′22″E / 39.98794°N 116.67283°E

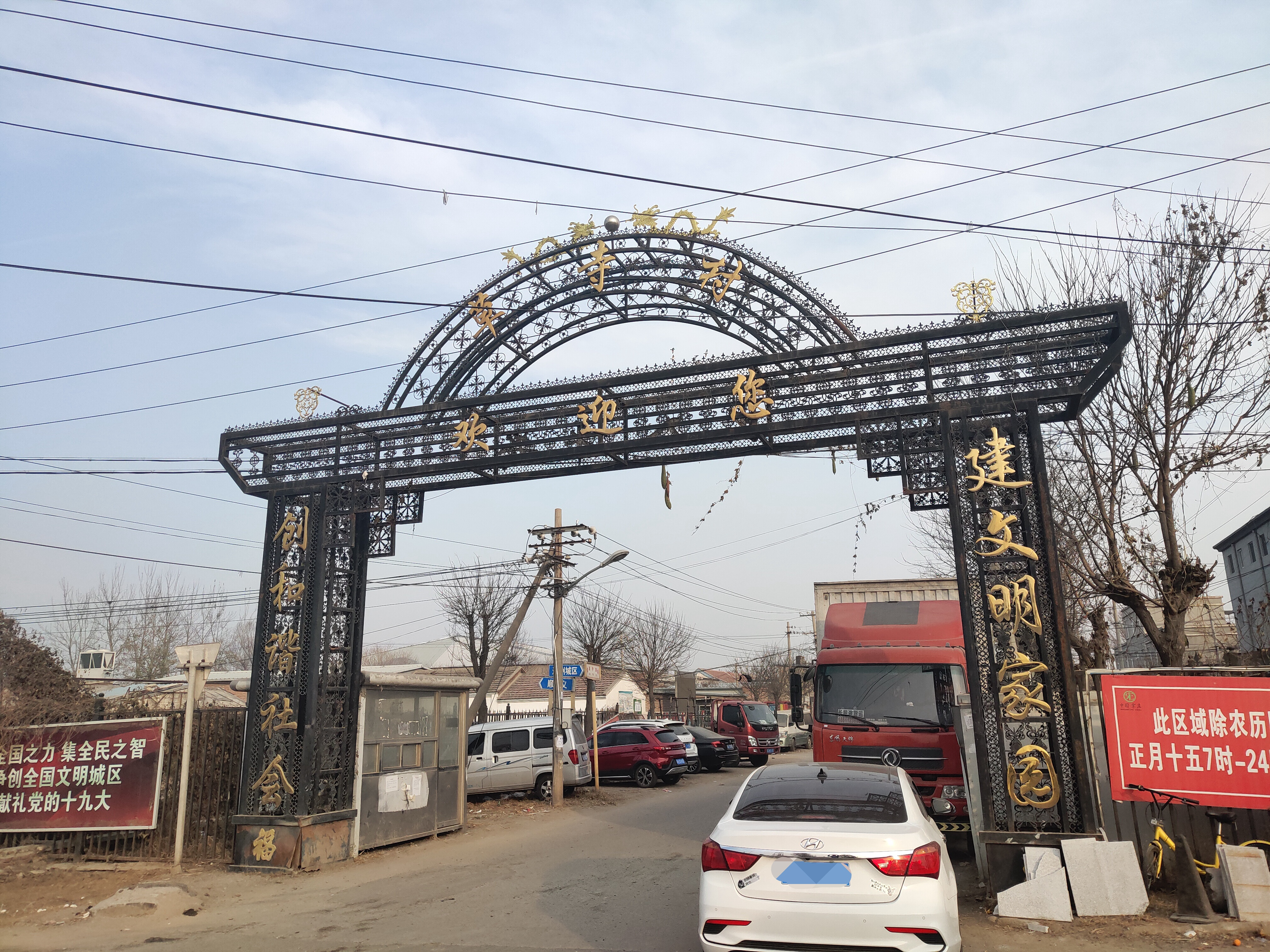
中国北京市通州区宋庄镇草寺村村口

草寺村，是中国北京市通州区宋庄镇下辖的一个行政村，该村位于徐尹路之北，邻近小营村，葛渠村。该村境内有清朝雍正年间大学士徐元梦、乾隆年间东阁大学士兼礼部尚书张允随墓地。该村的碧霞宫庙会、草寺村庙（因塌毁被拆）具有一定历史底蕴。